# Jankov vŕšok
Jankov vŕšok je přírodní rezervace v katastrálních územích obcí Uhrovec v okrese Bánovce nad Bebravou a Dolné Vestenice v okrese Prievidza v Trenčínském kraji na Slovensku. Území bylo vyhlášeno v roce 1993 a jeh rozloha je 103,42 hektaru. Předmětem ochrany jsou dubové lesy s dubem cerem (Quercus cerris) a dubem pýřitým (Quercus pubescens), místy doplněné borovicí lesní (Pinus sylvestris), v jižní části Strážovských vrchů. Geologické podloží tvoří vápence a dolomity.